# Wróżby kumaka
Wróżby kumaka (niem. Unkenrufe) – polsko-niemiecki dramat filmowy z 2005 roku w reżyserii Roberta Glińskiego. Ekranizacja powieści niemieckiego noblisty Güntera Grassa pod tym samym tytułem.
Zdjęcia powstały od 28 września do 15 listopada 2004. Plenery stanowiły miasta Gdańsk, Wilno, Düsseldorf, Neapol i Rzym.

## Obsada
- Krystyna Janda: jako Aleksandra Piątkowska
- Matthias Habich: jako Alexander Reschke
- Dorothea Walda: jako Erna Brakup
- Bhasker Patel: jako Chatterjee
- Udo Samel: jako Vielbrand
- Marek Kondrat: jako Marczak
- Mareike Carrière: jako Johanna Detlaff
- Joachim Król: jako Karau
- Zbigniew Zamachowski: jako Pastor Bieronski
- Mirosław Baka: jako mechanik samochodowy
- Dariusz Siastacz: jako przewodnik wycieczki
- Igor Michalski: jako sprzedawca wody sodowej
- Andrzej Andrzejewski: jako Dresiarz

## Opis fabuły
Urodzony w Gdańsku profesor historii sztuki, Alexander Reschke, żyjący w Bochum odwiedził w 1989 swoje miejsce urodzenia. Zamierzał zebrać materiał do swojej nowej książki. Przypadkowo na targu warzywnym poznaje urodzoną w Wilnie konserwatorkę zabytków, Aleksandrę Piątkowską. Zakochuje się w niej od pierwszego wejrzenia. W związku z podobnymi przeżyciami z lat młodości: po 1945 on i ona przymusowo zostali wysiedleni ze swojej rodzinnej miejscowości, postanowili założyć przedsiębiorstwo pogrzebowe i Cmentarz Pojednania (Polnisch-Litauisch-Deutsche Friedhofsgesellschaft), aby zapewnić pochówek wysiedleńcom w ich ziemi ojczystej.
Interes rozwijał się dobrze, było wielu chętnych do pochówków. Rozbudowana firma poszerzyła działalność o budowę hoteli dla żałobników oraz domy starców. W tym momencie Aleksandra i Alexander opuszczają przedsiębiorstwo. Biorą ślub i wyjeżdżają do Włoch w podróż poślubną. Tam oboje giną w wypadku samochodowym i zostają pochowani na włoskim cmentarzu.